# Marie-Philip Poulin
Marie-Philip Poulin-Nadeau (Beauceville, Quebec, Canadá; 28 de marzo de 1991) es una jugadora de hockey sobre hielo canadiense que juega actualmente en la PWHPA como delantera. Es la capitana de la selección de Canadá, con quien ha ganado la medalla de oro en los Juegos Olímpicos de Invierno de 2010, 2014 y 2022 y la medalla de plata en 2018. Es la única jugadora, tanto en categoría masculina como femenina, en marcar goles en cuatro finales olímpicas consecutivas.

## Primeros años
A los cuatro años, Poulin empezó a practicar patinaje artístico pero, queriendo ser como su hermano mayor, le pidió a sus padres que le dejaran jugar al hockey. Su hermano la solía llevar con él a jugar, lo que levantaba muchas críticas de parte de los otros niños.

## Trayectoria

### Montreal Stars
A los 16 años, Poulin empezó a jugar con el Montreal Stars de la CWHL en la temporada 2007-08. Solo jugó 16 partidos, pero consiguió marcar 22 dos goles y sumar 21 asistencias. Habiendo jugado solo mitad de la temporada, fue la segunda jugadora más votada por las capitanas de los clubes en el premio CWHL Most Valuable Player (Jugadora Más Valorada de la CWHL). También recibió la beca Montreal Canadiens en enero de 2008.
En la temporada 2008-09, jugó con el equipo de su colegio, Dawson College, a la vez que participaba con el Montreal Stars. Al final la temporada, ayudó al Montreal a ganar la Copa Clarkson en marzo de 2009.

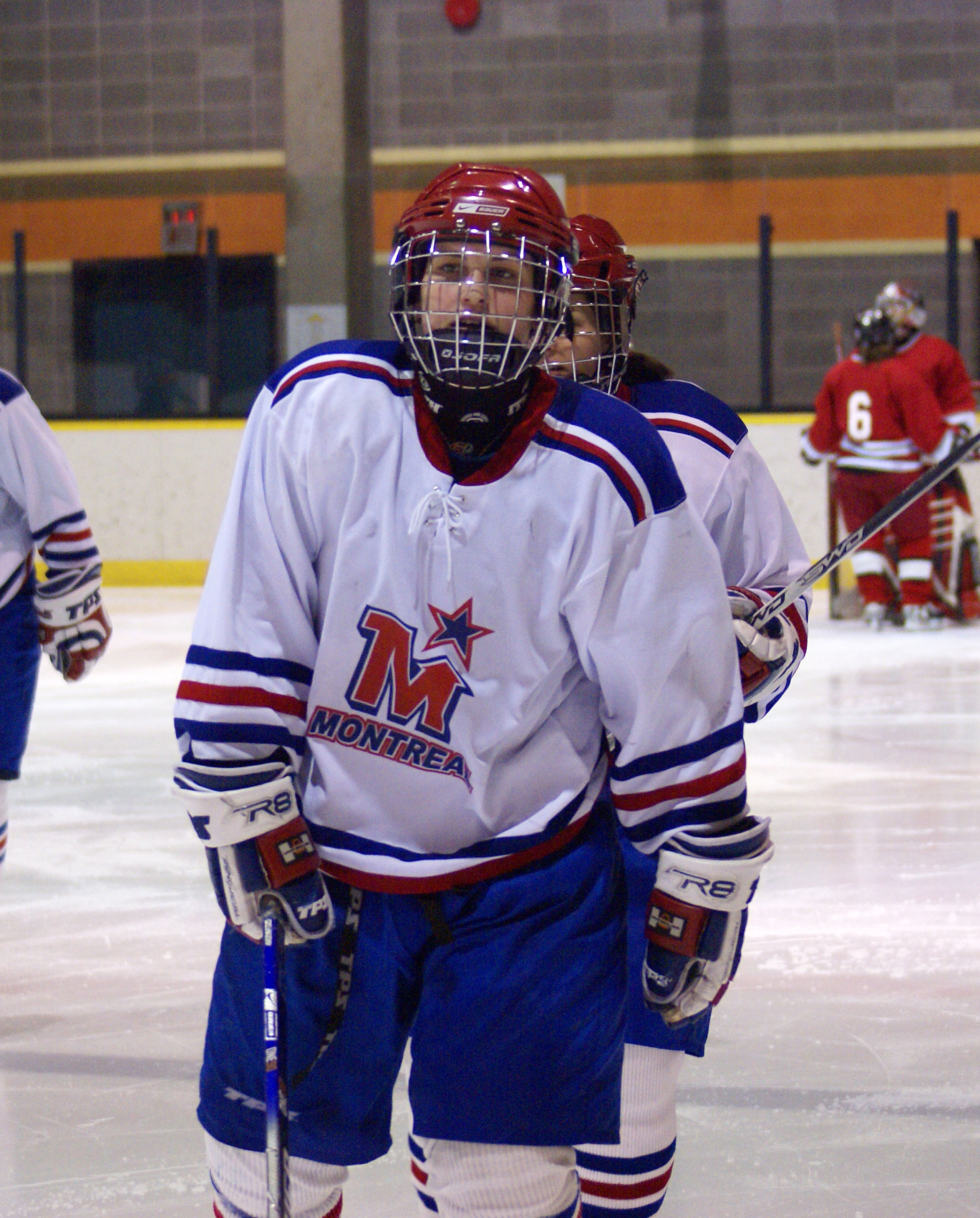
Poulin en 2007

### Boston University
Poulin debutó con el equipo de hockey de la Universidad de Boston durante la temporada 2010-11. El 2 de octubre de 2010 marcó el primer gol de su carrera en la NCAA. El 15 de octubre de 2010, igualó el récord de goles Short-handed en una temporada de la universidad en tan solo cuatro partidos. Durante octubre, fue la máxima goleadora con nueve goles y la jugadora con más puntos por partido (2.00) de los estudiantes de primer año de la NCAA. Además, superó a todos los estudiantes de primero de Hockey East en goles, asistencias y puntos y a todas las jugadoras en goles shorthanded. En sus primeros siete partidos marcó 9 goles y dio 7 asistencias. El 7 y 10 de diciembre, en dos victorias contra la Universidad del Nordeste y Universidad de Harvard, marcó tres goles.
El 15 y 16 de enero de 2011, Poulin obtuvo 5 puntos (2 goles y 3 asistencias) en las dos victorias contra Boston College y la Universidad de Maine. El 22 de enero, marcó tres goles, dos de ellos durante power plays, en un partido contra la Universidad de Vermont. Esta fue la victoria número 100 de los Terriers. Poulin batió el récord de puntos de la Universidad de Boston en una sola temporada con 40. Se convirtió en la primera Terrier en ser nombrada Novata del Año del Hockey East en marzo de 2011.
El 1 de octubre, durante el segundo partido de la temporada 2011-12, Poulin sufrió una ruptura en el bazo y estuvo en la UCI durante tres días. Jugó su primer partido tras la lesión el 8 de enero de 2012. En el tercer tiempo de ese mismo partido, sufrió una fractura en el hombro tras colisionar contra la pared al intentar evitar la portería. A pesar de perderse la mayor parte de la temporada, consiguió obtener 25 puntos en tan solo 16 partidos.
El 11 de mayo de 2012, el entrenador Brian Durocher anunció que las capitanas para la temporada 2012-13 serían Poulin y Jill Cardella. Después de haberse perdido toda la temporada 2013-14 a causa de los Juegos Olímpicos de Sochi 2014, fue elegida de nuevo capitana para la temporada 2014-15. Lideró al equipo hacia su cuarto campeonato del Hockey East consecutivo. Al final del torneo Hockey East 2015, fue nombrada en al Equipo del Torneo.

### Les Canadiennes de Montreal
Poulin volvió a la CWHL en otoño de 2015. Tras haber sido seleccionada por Les Canadiennes de Montreal (anteriormente conocido como Montreal Stars) en el Draft de 2015, acabó la temporada como la ganadora del Angela James Bowl. También fue la primera ganadora del Jayna Hefford Trophy, premio que ganaría al año siguiente de nuevo.
En la temporada 2016-17, volvió a ganar el Angela James Bowl, empatada con Jess Jones. Poulin marcó dos goles durante la final de la Copa Clarkson, ayudando al equipo a ganarla.
Tras los Juegos Olímpicos de Invierno 2018, volvió a Montreal y acabó siendo la jugadora con más puntos (50) de la temporada 2018-19. Fue nombrada MVP de la temporada y, una vez más, fue premiada con el Trofeo Jayna Hefford. El 24 de febrero de 2019, sufrió una lesión en la rodilla durante el último partido de la temporada, por lo que se perdió los play-offs de la Copa Clarkson.

### PWHPA

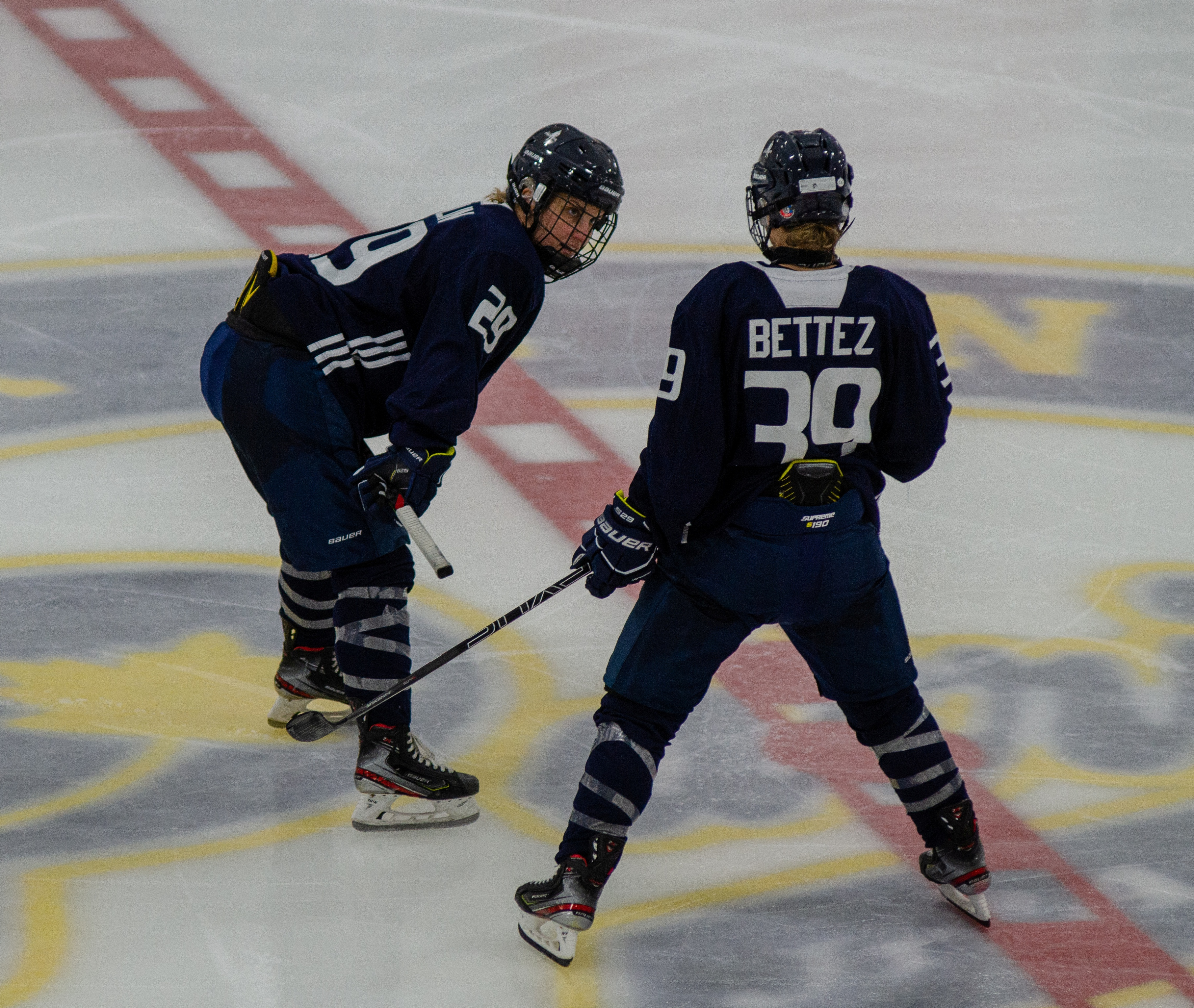
Poulin y Ann-Sophie Bettez durante el Dream Gap Tour.

El 1 de mayo de 2019 se anunció que la CWHL cesaría sus operaciones por problemas económicos. Muchas de la jugadoras de la CWHL y de la NWHL tenían otros trabajos debido a los bajos salarios de las ligas. Se empezó a hablar de fusionar ambas competiciones bajo el liderazgo de la NHL, sin embargo el comisionado de la NHL rechazó la iniciativa.
Al no llegar a un acuerdo, Poulin y más de 200 jugadoras formaron un boicot, declarando que no jugarían en ningún campeonato profesional en América del Norte hasta que se formara una liga con los recursos necesarios. La canadiense aseguró que formaba parte de la acción por el deseo de asegurar que las jugadoras jóvenes pudieran centrarse en el hockey sin necesidad de tener un segundo trabajo. A partir de esto, se formó la Professional Women's Hockey Players Association (en español: Asociación de Jugadoras de Hockey Profesionales), más conocida como PWHPA, que incluye a muchas de las jugadoras de las selecciones nacionales de Estados Unidos, Canadá y de varios países europeos. Con la intención de ganar espectadores, visibilidad y publicidad, la PWHPA formó el Dream Gap Tour, en el que Poulin fue una de las principales estrellas. Uno de los equipos participantes fue nombrado en honor de Poulin.

## Selección nacional

### Selección sub-18
A los 16 años Poulin debutó con la selección sub-18 de Canadá durante una serie de partidos amistosos contra Estados Unidos en otoño de 2007. La jugadora sumó cuatro goles y una asistencia en dos partidos contra la selección de Suecia, medallista de plata en los Juegos Olímpicos de Invierno de 2006. 
Poulin participó en el Campeonato Mundial sub-18 de 2008 en Calgary y fue la máxima anotadora canadiense. El 9 de enero de 2008, consiguió dos goles y una asistencia en una victoria de 10-1 contra Alemania en el partido inaugural de la competición. Acabó el torneo con 8 goles y 6 asistencias en cinco partidos, ayudando al equipo a ganar la medalla de plata. También fue nombrada Delantera del torneo por la IIHF. 
En dos temporadas con la selección sub-18, Poulin se convirtió en la máxima goleadora de la historia del equipo con 31 puntos en 17 partidos.

### Selección absoluta

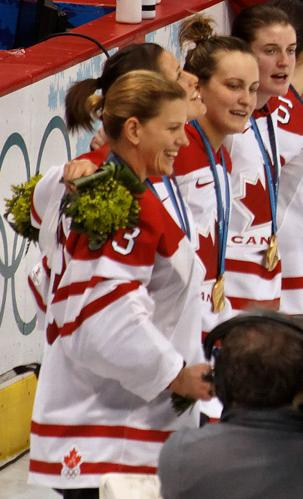
Poulin (segunda por la derecha) durante la entrega de medallas en los JJOO de Vancouver 2010.

Poulin debutó con la selección absoluta de Canadá en el Campeonato Mundial 2009 en Hämeenlinna, Finlandia.
La canadiense marcó los dos goles durante la victoria por 2-0 contra Estados Unidos en la final de los Juegos Olímpicos de Vancouver 2010, consiguiendo su primera medalla de oro en los Juegos Olímpicos. Al final del torneo, fue elegida para el Equipo All-Star. En la Four Nations Cup de 2010, marcó un hat-trick contra Finlandia el 12 de noviembre.
El 31 de marzo de 2012, en un partido amistoso contra Estados Unidos, Poulin asistió el primer gol internacional de Laura Fortino, consiguiendo la victoria de 1-0. Durante el Campeonato Mundial de 2012, marcó un gol y obtuvo dos asistencias en una victoria de 14-1 contra Rusia. Al ganar el oro en esa edición, Poulin (junto a Catherine Ward) se convirtió en el sexto miembro del (aún no reconocido por la IIHF) Triple Gold Club de Mujeres (habiendo ganado el oro en los Juegos Olímpicos, en el Campeonato Mundial y la Copa Clarkson).
Poulin marcó el gol del empate y de la victoria en la final de los Juegos Olímpicos de Sochi 2014, ganado a Estados Unidos por 3-2 en el tiempo extra. El primer gol lo marcó a 54,6 segundos de acabar el tiempo reglamentario.
Poulin fue nombrada capitana para los Juegos Olímpicos de Pieonchang 2018, donde consiguió la medalla de plata. Acabó el torneo con seis puntos, incluyendo un gol en la final. 
En febrero de 2019, sufrió una lesión en la rodilla poco más de un mes antes del Campeonato Mundial de 2019. Aunque se recuperó a tiempo, se volvió a lesionar durante el partido contra Rusia en la fase de grupos, por lo que no pudo seguir jugando en el torneo.

## Estilo de juego y liderazgo
Poulin es considerada la mejor jugadora de hockey sobre hielo por muchas personas. Tiene un control del disco excelente y una técnica asombrosa. Es una jugadora física y se encuentra cómoda en cualquier parte de la pista. Es una patinadora excelente y tiene una buena visión del juego. También es conocida por su presencia en los momentos importantes, siendo la única jugadora canadiense en haber marcado goles un tres finales olímpicas.
Poulin destaca por su capacidad de liderazgo y es muy respetada tanto por jugadoras como entrenadores. "Es muy humilde y lidera a base de ser un buen ejemplo, no necesita hablar mucho. Es una presencia tranquilizadora y tiene mucha pasión por el juego. Eso es lo que le hace ser un buen líder." "Es una persona increíble (...), se preocupa por todas y quiere que seamos las mejores." "No habla mucho, pero siempre la miro a los ojos. Hay algo en sus ojos que dice: gran jugadora." A pesar de haberse lesionado durante el Campeonato Mundial de 2019 y no poder jugar, estuvo en el banquillo durante todo el torneo porque "al estar en el banquillo puedo tener una presencia como líder, es importante para mí. (...) Estar ahí con mis compañeras es algo que valoro mucho.".

## Palmarés

### Internacional
- Juegos Olímpicos de Invierno: 
  - Oro: Vancouver 2010, Sochi 2014, Pekín 2022
  - Plata: Pyeonchang 2018
- Campeonato Mundial:
  - Oro: 2012, 2021
  - Plata: 2009, 2011, 2012, 2013, 2015, 2016, 2017
  - Bronce: 2019
- Campeonato Mundial Sub-18: Plata: 2008

### Individual

#### AA
- Jugadora del Año de la Liga de hockey femenina colegial AA: 2008-09
- Novata del Año de la Liga de hockey femenina colegial AA: 2008-09[38]

#### CWHL
- Novata excepcional: 2007-08
- Equipo de novatas: 2007-08
- Eastern All Stars: 2007-08
- Máxima Goleadora del Mes: octubre de 2007

#### NCAA
- Nominada al Premio Patty Kazmaier: 2011
- Selección All-Star de la Division I femenina de Nueva Inglaterra: 2011[39]
- Top-3 finalista del premio Patty Kazmaier: 2015
- Primer equipo de la CCM Hockey Women's Division I All-Americans:2015[40]

##### Hockey East
- Jugadora de hockey de la Semana del Hockey East: semana del 18 de octubre de 2010[41]
- Novata del Mes: octubre de 2010[7]
- Novata Pro Ambitions de la Semana: semana del 13 de diciembre de 2010,[42] semana del 3 de enero de 2011, semana del 17 de 2011,[8] semana del 24 de enero de 2011
- Jugadora del Mes: enero de 2011,[43] enero de 2015,[44] febrero de 2015[45]
- Equipo novato: 2011
- Novata del Año: 2011
- Primer equipo All-Star: 2014-15[46]

#### Internacional
- Premio Directorate, Mejor Delantera del Campeonato Mundial del IIHF sub-18: 2008[47]
- Equipo All-Star de los Juegos Olímpicos de 2010[48]
- Equipo All-Star de los Juegos Olímpicos de 2022[49]

## En la cultura popular
Poulin fue invitada a participar en el NHL All-Star Game de 2020. Fue la primera vez que se formó un evento exclusivamente femenino, el 3 contra 3 entre las mejores jugadoras de Canadá y de Estados Unidos. También participó en el Shooting Stars Challenge, en el que anotó 15 puntos y quedó de cuarta.

## Vida privada
Poulin es descrita como una persona muy tímida y poco habladora. Habiendo crecido en la zona francófona de Canadá, no supo hablar inglés hasta que, a los 16 años, se mudó a Montreal sin su familia y empezó a estudiar en un colegio anglófono.
Poulin tiene un grado en psicología por la Universidad de Boston.
Durante las celebraciones tras la final de los Juegos Olímpicos de 2010, Poulin, de 18 años, fue fotografiada bebiendo alcohol en la parte del país en la que la edad legal para beber es de 19 años. El Comité Olímpico Internacional abrió una investigación debido a los hechos.